# Missões diplomáticas de Maláui

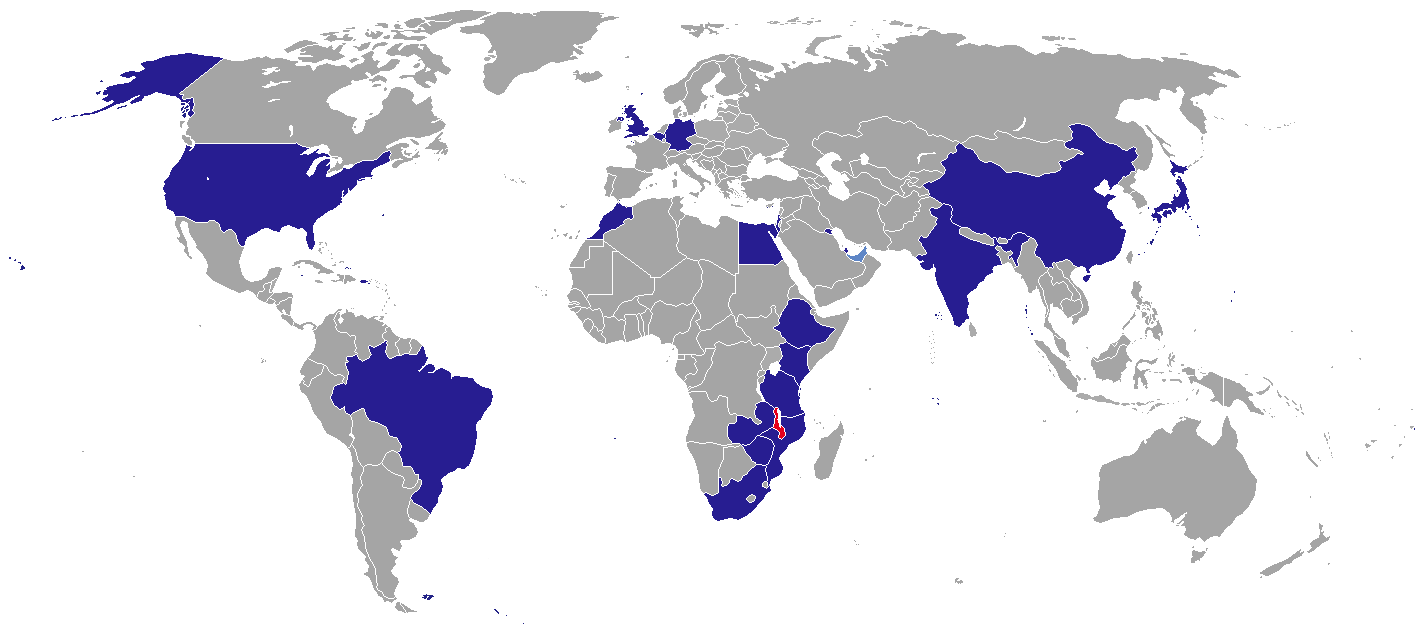
Missões diplomáticas de Maláui.

Abaixo estão listadas as embaixadas e consulados de Maláui:

## Europa
- Alemanha
  - Berlim (Embaixada)
- Bélgica
  - Bruxelas (Embaixada)
- Reino Unido
  - Londres (Alta comissão)
- Rússia
  - Moscou (Embaixada)

## América
- Brasil
  - Brasília (Embaixada)
- Estados Unidos
  - Washington, D.C. (Embaixada)

## África
- África do Sul
  - Pretória (Alta comissão)
  - Joanesburgo (Consulado-geral)
- Egito
  - Cairo (Embaixada)
- Etiópia
  - Adis Abeba (Embaixada)
- Moçambique
  - Maputo (Embaixada)
- Quênia
  - Nairóbi (Embaixada)
- Tanzânia
  - Dar es Salã (Embaixada)
- Zâmbia
  - Lusaca (Alta comissão)
- Zimbábue
  - Harare (Alta comissão)

## Ásia
- China
  - Pequim (Embaixada)
- Japão
  - Tóquio (Embaixada)
- Índia
  - Déli (Alta comissão)

## Organizações multilaterais
- Nova Iorque (Delegação ante as Nações Unidas)